# Romulea rosea
Romulea rosea es una planta de la familia de las iridáceas.   

## Descripción
Romulea rosea, es una planta herbácea perennifoliam geofita alcanza un tamaño de 0.1 - 0.22  m de altura. Se encuentra a una altitud de 30 - 460 metros en Sudáfrica

## Distribución
Romulea rosea se encuentra en las laderas y suelos de arena y arcilla y está muy extendida en muchas áreas geográficas diferentes de la Provincia del Cabo. También es muy variable y una vez  se consideró que tiene cinco variedades diferentes. Crece de 6 a 15 cm, de vez en cuando llega a 60 cm y tiene un cormo, el cual está redondeado en la base con los dientes curvados acuminados. Las hojas  de 3 a 6, son basales y estrechamente cuatro ranuradas. Las flores son de color rosa al magenta o blanco, a menudo con una zona violácea alrededor de la taza amarilla.

## Taxonomía
Romulea rosea fue descrita por (L.) Eckl.  y publicado en Topographisches Verzeichniss der Pflanzensammlung von C. F. Ecklon 19. 1827.
Etimología
Romulea: nombre genérico que fue nombrado en honor de Rómulo, el fundador de Roma en la leyenda.
rosea: epíteto latíno que significa "de color rosa"
Variedades aceptadas
- Romulea rosea var. australis (Ewart) M.P.de Vos
- Romulea rosea var. elegans (Klatt) Bég.

Sinonimia
- Bulbocodium chloroleucum (Jacq.) Kuntze
- Bulbocodium roseum (L.) Kuntze
- Calydorea chilensis Muñoz-Schick
- Crocus capensis Burm.f.
- Ixia bulbocodium Lam.
- Ixia chloroleuca Jacq.
- Ixia fugax Hornem.
- Ixia ochroleuca Vahl
- Ixia rosea L. basónimo
- Romulea celsii (Planch.) Klatt
- Romulea chloroleuca (Jacq.) Eckl.
- Romulea rosea var. celsii Planch.
- Romulea rosea var. chloroleuca (Jacq.) Bég.
- Romulea rosea var. rosea
- Syringodea rosea (L.) Klatt
- Trichonema chloroleucum (Jacq.) Ker Gawl.
- Trichonema ochroleucum Ker Gawl.
- Trichonema roseum (L.) Ker Gawl.[6][7]